# Patricia Yurena
Patricia Yurena Rodríguez Alonso (6 de marzo de 1990, Granadilla de Abona) es una artista, modelo y reina de belleza española ganadora de los títulos Miss España 2008 y Miss España Universo 2013. A nivel internacional es conocida por su participación en Miss Universo y por su carrera profesional como modelo. En la actualidad se dedica a la creación artística, gráfica y digital.

## Carrera como modelo
Patricia es una joven modelo que inició su carrera profesional desde corta edad, con apenas diecisiete años fue ganadora del concurso Miss España 2008 celebrado el 1 de marzo en Marina d'Or y dicho triunfo le daba la oportunidad de representar su país en el Miss Universo 2008 que se celebró entonces en Vietnam; sin embargo debido a las normas de elegibilidad de concurso de Miss Universo, al no haber cumplido la mayoría de edad no pudo concretar su participación teniendo que ser sustituida por su paisana Claudia Moro quien casualmente logró ubicarse entre las diez finalistas del mencionado certamen donde la venezolana Dayana Mendoza resultó ganadora. Posteriormente compitió en Miss Mundo 2008 celebrado en Johannesburgo, logrando clasificarse entre las 15 semifinalistas.

## Finalista Miss Universo 2013
Cuando el concurso de Miss España ya había dejado de celebrarse, Patricia participó en el certamen Miss España Universo en su edición del 2013 donde resultó ganadora. Dicha victoria le dio la oportunidad de representar a la nación europea en el certamen Miss Universo 2013 que se realizó el 9 de noviembre en Moscú, Rusia. Patricia obtuvo una destacada participación en el certamen y al final de la velada se posicionó como la primera finalista, solo superada por la eventual ganadora Gabriela Isler de Venezuela con quien curiosamente compartió habitación durante su estancia en Rusia.
La de Patricia Rodríguez ha supuesto una de las participaciones con mayor éxito de España en el certamen. En la última década, no se había situado ninguna participante de este país entre las cinco finalistas, desde que Helen Lindes (también de las Islas Canarias) llegará a ser segunda finalista en 2000, y en toda la historia de la competición, desde que Teresa Sánchez López consiguiera, igual que Patricia, ser finalista en 1985 (ambas solo superadas por el título de Miss Universo que alcanzó Amparo Muñoz en 1974).

## Actriz
- 2014 - "Tal como eres" - Cortometraje de Román Reyes y producido por HYPNOS films.

## Vida personal
El 18 de agosto de 2014 la modelo española manifestó públicamente su homosexualidad publicando una fotografía con la cantante y DJ Vanesa Klein. En la misma, Yurena escribió "Romeo and Julliet". La imagen dio la vuelta al mundo y muchos seguidores mostraron su apoyo al noviazgo. Nunca la canaria recibió tanta atención mediática mundial como aquel día, desde la CNN hasta televisiones chinas. Dos años después terminaron su relación.

## Sucesión de los certámenes
| Predecesor: Janine Tugonon  | 1.ª Finalista en Miss Universo 2013 | Sucesor: Nia Sanchez       |
| Predecesor: Natalia Zabala  | Miss España 2008                    | Sucesor: Estíbaliz Pereira |
| Predecesor: Natalia Zabala  | Miss Mundo España 2008              | Sucesor: Carmen García     |
| Predecesor: Adriana Reverón | Miss Tenerife 2007                  | Sucesor: Sara Elena Pérez  |
| Predecesor: Andrea Huisgen  | Miss Universo España 2013 2013      | Sucesor: Desiree Cordero   |